# Nuutri
Der Fluss Nuutri (estnisch Nuutri jõgi) fließt auf der zweitgrößten estnischen Insel, Hiiumaa (deutsch Dagö).

## Beschreibung
Der Nuutri ist (mit Seitenarmen) 15,5 Kilometer lang. Sein Einzugsgebiet umfasst 46 km².
Der ruhige Fluss entspringt im südlichen Teil des Moors von Määvli (Määvli raba). Er mündet am Strandpark der Inselhauptstadt Kärdla in die Bucht Tareste (Tareste laht) und damit in die Ostsee.
Der Fluss ist besonders für seine Bachforellen bekannt. Von Mitte September bis Ende Januar besteht ein Angelverbot.